# Perdasdefogu
Perdasdefogu (sardinsky: Foghèsu) je italská obec (comune) v provincii Nuoro v regionu Sardinie. Nachází se ve výšce 600 metrů nad mořem a má přibližně 1 700 obyvatel. Rozloha obce je 77,75 km².